# Thierry Brinkman
Thierry Brinkman, född den 19 mars 1995 i Utrecht, är en nederländsk landhockeyspelare. Han är son till den före detta landhockeyspelaren Jacques Brinkman och bror till fotbollsspelaren Tim Brinkman.

## Karriär
Thierry Brinkman ingick i Nederländernas landhockeylag vid OS 2020 samt i det lag som tog guld vid OS 2024.